# 哀骀姓
哀骀，传说历史上的罕见姓氏。据 《庄子·内篇·德充符第五》载，春秋时期衞國有奇丑之人叫"哀骀它"，但是更奇怪的是，人人都很喜欢他，国君鲁哀公就问当时在鲁国的孔子这是怎么回事。但是后人有人认为这只是浑名，因为哀是形容他的哭丧着脸，骀是形容他的怠倦神情。
现代无此姓。

## 相关引用
《庄子》中对"哀骀它"的形容。
鲁哀公问于仲尼曰：“衞有恶人焉，曰哀骀它。丈夫与之处者，思而不能去也；妇人见之，请于父母曰：‘与为人妻，宁为夫子妾’者 ，数十而未止也。未尝有闻其唱者也，常和人而已矣。无君人之位以 济乎人之死，无聚禄以望人之腹，又以恶骇天下，和而不唱，知不出乎四域，且而雌雄合乎前，是必有异乎人者也。寡人召而观之，果以恶骇天下。与寡人处，不至以月数，而寡人有意乎其为人也；不至乎期年，而寡人信之。国无宰，而寡人传国焉。闷然而后应，汜（疑为错字，望查证）而若辞。寡人丑乎，卒授之国。无几何也，去寡人而行。寡人恤焉若有亡也，若无与乐是国也。是何人者也！”

## 外部連結
[在维基数据编辑]
 《欽定古今圖書集成·明倫彙編·氏族典·哀駘姓部》，出自陈梦雷《古今圖書集成》